# Осечненський замок
Осечненський замок (пол. Zamek w Osiecznej) — замок, що знаходиться у парку на березі Лоневського озера у місті Осечна Лещинського повіту Великопольського воєводства у Польщі.

## Історія
Перша згадка про замок у Осечні датується 1472 роком. Замок, швидше всього, побудувала родина Борків, яка володіла ним до 1512 року. Деякі дослідники припускають, що замок у Осечній можливо існував ще у XIV столітті.
У 1512 році Осечна та замок стали власністю Лукаша II Гурки, родина якого володіла замком до 1592 року. Після цього, до 1618 року, замок перебував у власності родини Чарнковських, які перебудували замок.
Черговими власниками замку були родини Пшиємських, Опалинських, Гаєвських та Скужевських. У 1665 році замок постраждав внаслідок пожежі, однак вже невдовзі його відбудували.
З 1793 року замок належав німецьким родинам, одна з яких — родина Гайдебрандів, перебудувала замок наприкінці XIX століття.
Свій сучасний вигляд замок отримав під час чергової перебудови у 1908—1911 роках, яку здійснила берлінська фірма Раймер і Кьорте.
З 1959 року у замку розміщувався санаторій для дітей. У наш час тут функціонує Центр реабілітації імені професора Мечислава Вальчака.

## Опис замку
В наш час замок складається з трьох частин: північного крила із лицарською залою, південного крила і третьої частини, яка сполучає обидві частини. У неї вбудовано вежу, яка має висоту близько 26 м. Замок оточує парк, розбитий на 2 гектарах, в якому переважають старі дерева.

## Світлини

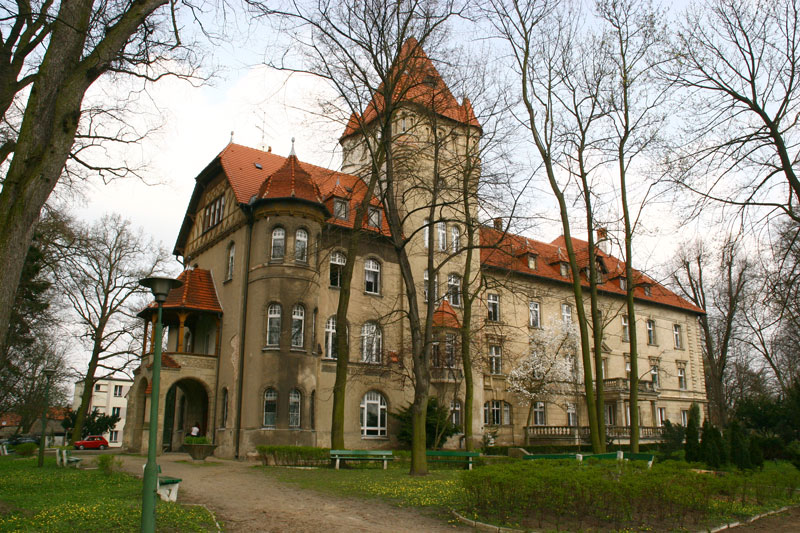
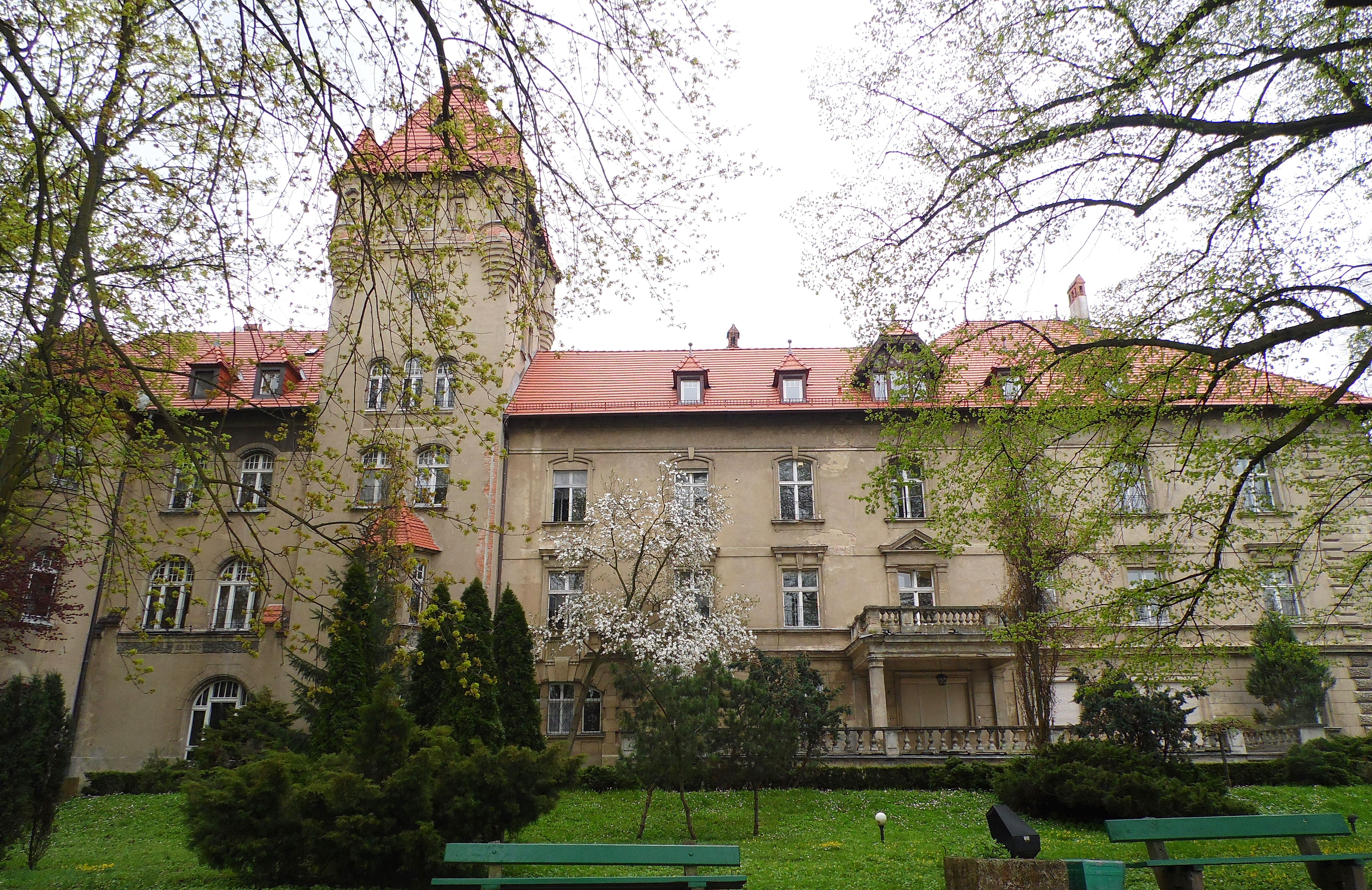
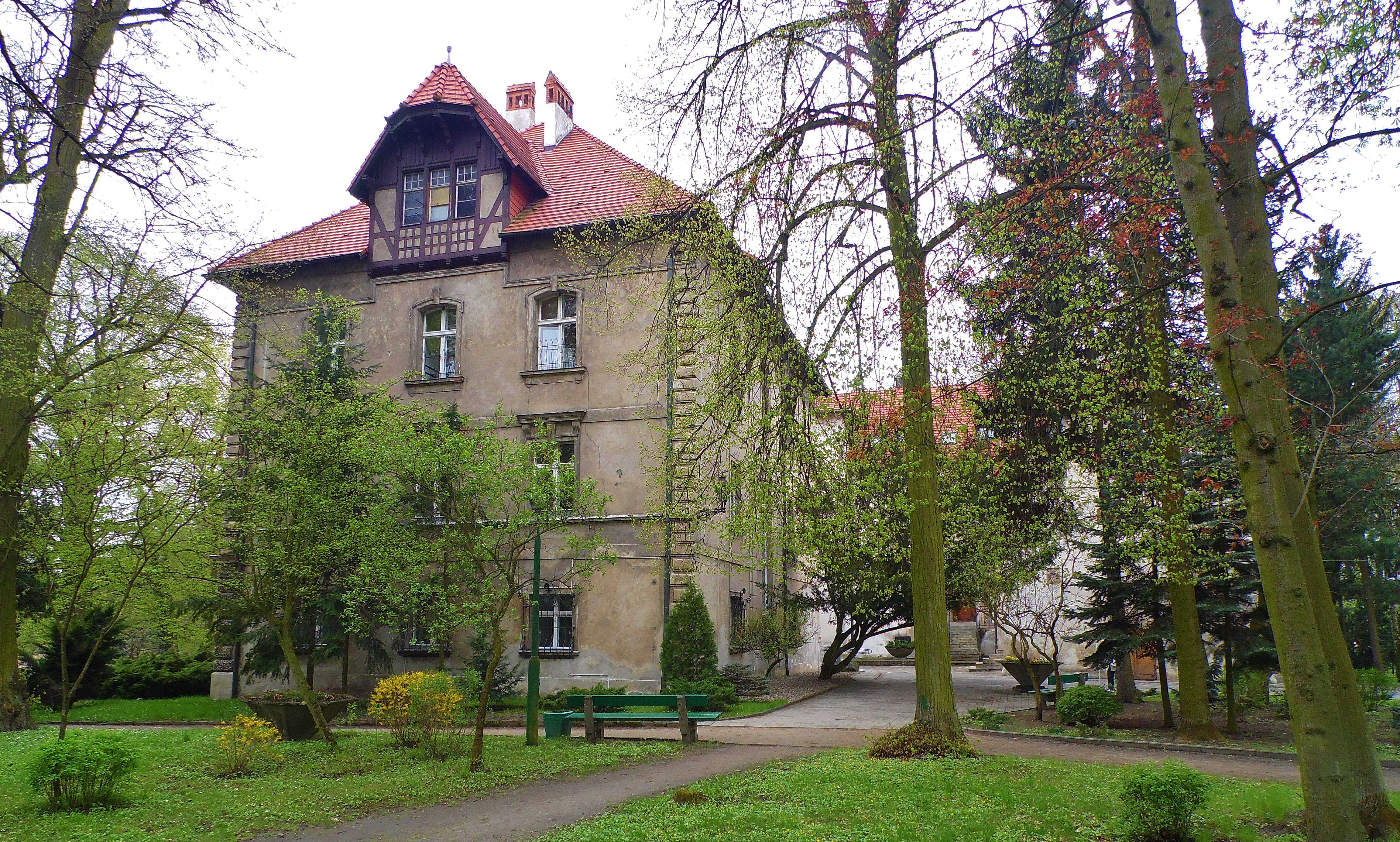
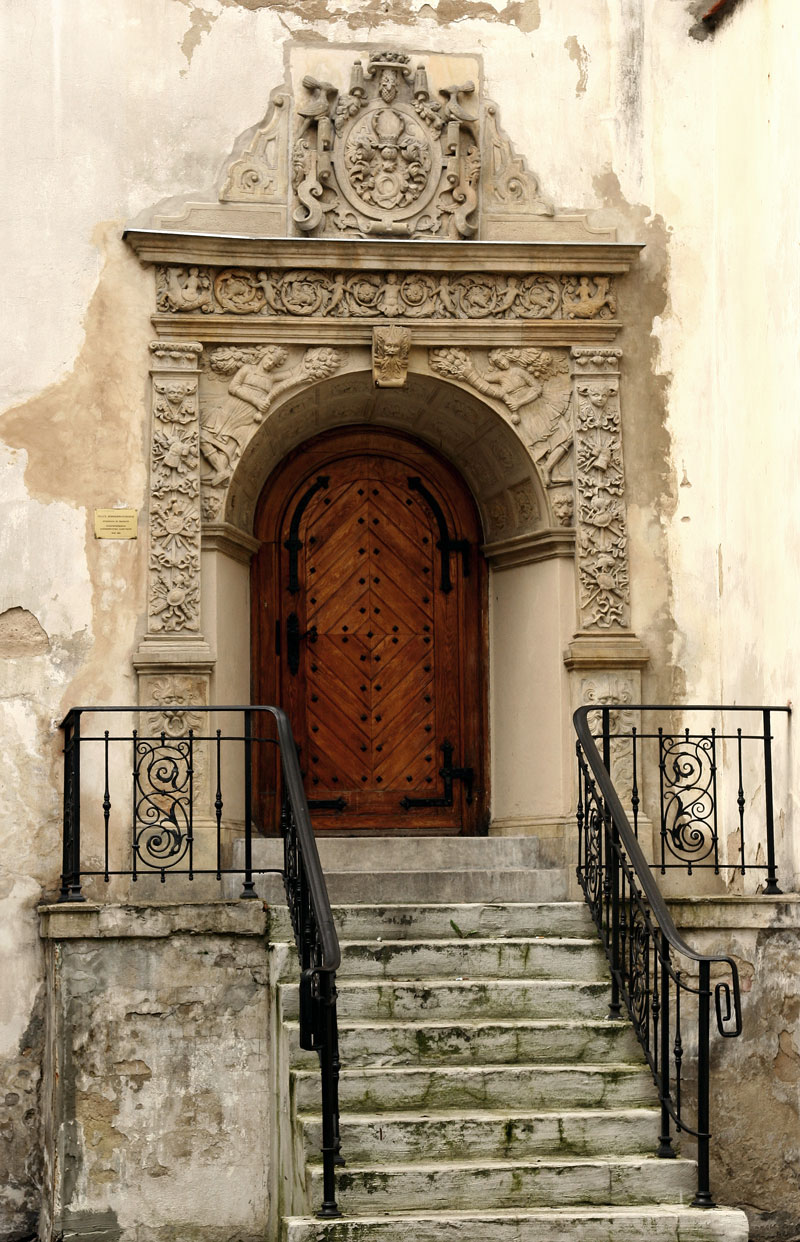